# サイコソルジャー
『サイコソルジャー』（PSYCHO SOLDIER）は1987年3月にSNKから発売された、強制横スクロールのアクションシューティングゲーム。

## 概要
本作は『アテナ』の続編として制作された作品である。
崩壊後の世界を舞台とした退廃的な世界観が特徴で、ステージが進むにつれてフィールド背景とBGMも多彩に変化していく。
また、本作はメインBGMに肉声によるボーカル音声が用いられた「歌うゲーム」であり、第1ステージと以降の特定のステージで、BGMの1ループ分のみ歌が流れるようになっている。FM音源で音楽部分を、ADPCM音源でヴォーカル部分を再生している。ヴォーカルの音声は、日本国内版は日本語、海外版では英語となる。日本語版・英語版とも、当時アイドルだった清水香織が歌唱を担当している。
採用されている音源チップはYM3526とY8950である。

## ストーリー
数千年の封印から目覚めし異種生物・屍愚魔の魔の手により闇に包み込まれた世界に、二人の戦士が現れた。
太古の予言に詠われた「二人の光の戦士」に選ばれしサイコソルジャー、麻宮アテナと椎拳崇である。
屍愚魔を滅ぼし世界に光を取り戻すため、その身に宿る超能力「サイコパワー」を武器に、二人は果てしない戦いに旅立つ。

## システム
8方向レバー＋Aボタン（サイコ・ビーム）・Bボタン（サイコ・ボール）で、キャラクターを操作する。各ステージ最後にボスが待ち構えており、ボスのいる地点に到達するとスクロールが停止しボス戦に突入する。撃破すると再びスクロールが始まり、パワーアップアイテムを補給する中間地点を経て次のエリアへと進んでいく。
全6面構成、残機制、即死性、1周エンド。
敵および敵弾、障害物への接触、画面左端で壁に挟まれる、最下段の穴への落下により1ミス。全ての残機を失うとゲームオーバーとなる。ミス後は短時間の待機状態（UFOに乗った状態）となり、任意のタイミングでBボタンを押すか、一定時間経過でその場に復帰しゲームが継続される。待機時間中は完全無敵状態で地形を無視して移動でき、サイコビームを撃っての攻撃も可能なほか、破壊可能な壁を体当たりで破壊できる。
今作でのコンテニューは、ゲームオーバー後のコンテニュー表示中にクレジット投入することで行うが、前作同様プレイ中のクレジット投入により行い予め残機を貯めておくことが可能。クレジット投入後、1P・2P側双方のスタートボタンを押すことでそれぞれの残機を最大30人分まで追加できる。

### 基本攻撃
サイコ・ビーム
通常状態での攻撃。Aボタンで発射。3段階まで強化可能だが、ヒビの入っていない壁はいずれの場合も最大3回当てなければ破壊できない。
移動しながらの射撃は不可能。

### パワールーム
いわゆるアイテムボックスにあたるオブジェクトで、オブジェクト上を通過することによりキャラクターの攻撃力の強化を行う。破壊可能な壁の中に隠されている他、壁が存在しない特定の地点に自動的に出現する。
エレクトロ・ルーム
主攻撃であるサイコ・ビームの威力を強化する
ビームは3段階で、緑→青→赤の順に威力が上昇する。赤に到達するとエレクトロ・ルームは利用できなくなる。
エナジー・ルーム
サイコエネルギーを4ゲージ追加。ゲージ量の増減によりサイコボール発射時の必殺技が変化する。
サイコエネルギーがMAX状態の時は利用できない。
サイコ・ルーム
サイコボールを1個または4個補給できる。所持数最大の時および変身中・究極奥義弾発動中には利用できない。
マイナス・ルーム
サイコエネルギーが吸い取られ、8ポイント減少する。
他のルームと異なって通過しても消滅せず、通過を繰り返す度にエネルギーを失ってしまう。

### アイテム
サイコ・ボール
Bボタンで発射する必殺技。サイコエネルギーの状態により技が変化し、技1発に付きサイコボールを1つ消費する。撃つ瞬間は完全無敵。
この他、サイコボールは常に4個1セットでキャラクターの周囲を旋回しており、敵弾を防ぐ効果を持つ。敵弾と接触する毎にエネルギーが1メモリ減り、エネルギーがない場合はサイコ・ボールが1個減る。敵本体との接触は防げず、サイコ・ボールの回転の隙間を縫って弾が飛び込んでくる事もある。エネルギーの増加に伴ってサイコ・ボールの回転速度も上がって敵弾に対する隙は少なくなっていき、最大までエネルギーを溜めると高速回転により敵弾を完全に防ぐ。
所持できる最大個数は18個。画面上に表示される所持数は回って防御している4個＋下方ステータス欄の8個の計12個まで。初期状態では常に4つ所持している。
サイコ・ソード
ルーム内に隠された剣。剣のひと振りとサイコビームが同時に出る。有限性で約64回振ると消滅する。
剣の振り1発で壁と敵弾を破壊する効果が備わっており、更に振り上げた際に上段に対して攻撃判定が発生する。
サイコ・ビームでの壁破壊は行えなくなるが、代わりに障害物や壁を貫通して遠方に届くようになる。
クリア・ポイント
画面上の敵をパワーアップアイテムに変えて一掃する。敵弾と小型飛行敵は風船で、その他の敵はサイコ・ボールになる。
面が先に進むと通用しない敵も出てくる。
フル・ポイント
サイコエネルギーがMAXになる。
タケノコ
特定の場所を通過すると生えてくる。破壊すると風船・UFO・トランプのいずれかが出現。
破壊せずに通過しようとするとキャラクターがつまづいて一時的に操作不能になる。
UFO
得点アイテム。多く取るとタマゴからスペシャルアイテムが出現しやすくなる。
出現後はあらかじめ決められた軌道を描いて宙に上昇していき、どの高さで取るかにより獲得点数が変わる。
風船
得点アイテム。UFO同様、出現後は予め決められた軌道を描いて宙に上昇していき取るタイミングで点数が変わる。
高得点で取り続けるとトランプが出現しやすくなる。
トランプ
1UPアイテム。残機が1機増える。
タマゴ
割るとスペシャルアイテムかモーム（ザコ敵）のどちらかが出現。
チェンジ・アイテム
1Pと2Pの装備を入れ替える。
2人プレイ専用アイテムで、ソロプレイ時は意味が無い。
ターゲットポイント
取得したキャラクターに攻撃が集中される。
2人プレイ専用アイテムで、ソロプレイ時は意味が無い。
敵の進化・退化
矢印の形をしたアイテム。取得すると画面内の敵が1ランク進化もしくは退化する。
ガイコツ
全ての装備・サイコエネルギーを失う。
スペシャル・アイテム
タマゴを破壊すると稀に出現。取ったキャラクターを変身（ミューテーション）させる。
変身中は攻撃が前方への火炎攻撃のみに変化する。キャラクターの向きも進行方向に固定となり向きを背後に変えることは不可能。
変身中はザコ敵や壁を一撃で破壊可能になる他、敵からの攻撃に対して無敵状態となるが、敵および敵弾との接触によってサイコ・エネルギーが減少し、エネルギーが0になった時およびステージボス撃破後に変身が解除され、全てのサイコボールが消滅する。
エナジールームに入ることで変身状態を維持できるが、マイナスルームに入ってしまうと変身時間が減ってしまう。
また、変身中は出現中の敵の攻撃が激しくなる他、ザコ敵のダフ君が強化され、炎で倒すと稀に他の敵に変化するようになる。
2人同時プレイ時には変身していないキャラクターは変身したキャラクターの背中に乗ることができるが、背に乗った側がダメージを受けると通常通りミスとなる。

### 必殺技
サイコ・ボールを1つ消費して必殺技が発動する。サイコ・ボールを12個以上所持した状態でエネルギーMAXになると、サイコ・ボールがキャラクターの周囲で高速回転するようになり、エネルギーが0になるまで技は究極奥義弾で固定となる。
天地炸裂弾（サイコ・エネルギー0〜4）
サイコ・ボールが着弾点で上下に分裂する。
反復爆裂弾（サイコ・エネルギー5〜8）
サイコ・ボールが着弾点で前後に跳ね返る。画面外に消えるまで有効。
縦横無尽玉（サイコ・エネルギー9〜12）
サイコ・ボールが着弾点で45度に跳ね返る。画面外に消えるまで有効。
爆進直列弾（サイコ・エネルギー13〜16）
サイコ・ボールが一直線に貫通して飛んでいく。
飛翔撃滅弾（サイコ・エネルギー17〜20[MAX]）
サイコ・ボールが2つに分裂し、上下に蛇行しながら一直線に貫通していく。
究極奥義弾（サイコ・エネルギーMAX＋サイコ・ボール12個以上所持）
サイコ・ボールがゆっくりと回転しながら渦状に広がっていき、画面内をなぎ払う。画面中央で発動すると最も威力が高い。
この技のみエネルギー消費制となり、1発に付きエネルギーを4メモリ分消費する。
発動中はサイコ・ルームの利用ができなくなり、エネルギーを使い果たすと所持している全てのサイコ・ボールが消滅する。
なお、究極奥義弾発動中はサイコ・ボールの高速回転で敵弾を完全に防ぐことが出来るが、通常通り、1メモリ分のエネルギーを消費する。

## 登場キャラクター

### プレイヤーキャラクター
スペシャルアイテムを取った際の変身時の姿が異なることを除き、性能差はない。
麻宮アテナ（あさみや アテナ）
1P側のキャラクター。16歳のごく普通の女子高生だが、生まれながらにして超能力を持つ。その力はまだ不完全だが、歌を歌いながら扱うことでより高く発揮できるという。
同社制作のアクションゲーム『アテナ』の主人公アテナ姫の子孫であり、超能力は彼女から先天的に受け継いだものである。
スペシャルアイテムを取った際は火の鳥に変身する。
椎拳崇（しい けんすう）
2P側のキャラクター。アテナのパートナーの中国人。アテナいわく、“とっても頼れる助っ人”。
中国拳法の達人であり、彼の超能力は厳しい修行の末に後天的に身に付いたものらしい。アテナのことを“アテナはん”と呼ぶ。

スペシャルアイテムを取った際は龍に変身する。

### 敵キャラクター
一部の敵キャラクターはそれぞれ上位下位の関係にあり、出現からしばらく経過した時や進化アイテムの取得により1段階進化して強化され、退化アイテムを取得した場合は1段階下のランクに退化する。
メゾ・ゼール
昆虫のような姿をした屍愚魔ゼール系の幼生体。フィールド上を歩きまわり、時折、団子虫のように丸まって転がりながら突進してくる。
メギド・ゼール
メゾ・ゼールの進化体。体が一回り大きくなる。
ルメギド・ゼール
メギド・ゼールの進化体で、ゼール系の最終形態。背に生えた羽で飛行し、前方に弾を放ちながらキャラクターに向かってくる。
モグ・ゴルゴ
地底に潜む屍愚魔ゴルゴ系の第一形態。モグラのような姿をしており、土中を潜って障害物を無視して移動してくる。
土中から現れて弾を吐きながら地上をしばらく歩き回った後、再び土中に潜ってフィールド上を移動する。
地中の移動中は触れてもミスにはならないが、こちら側の攻撃も当たらない。ガル・ゴルゴに進化する。
ガル・ゴルゴ
岩で出来た猿型の屍愚魔。自分の頭を取り外し放り投げてくる。その際、上段に向かって放り投げられた頭部にダメージ判定が発生する。
投げられた頭は地面を転がり続け、サイコソード1発、サイコビーム2発で壊せる（ビームを1発だけ当てると反対方向へ転がっていく）。
バルガ・ゴルゴ
サイのような姿をした屍愚魔。主人公の前方に姿を現し、後退しながら前方とナナメ上下方向に飛ぶ電撃波を放つ。
出現からしばらく経つと、猛スピードで突進して画面外に去っていく。
上位種的な存在だが、ガル・ゴルゴに退化することはなく、常に単体で出現する。
ギド・ラゴス
地底湖に潜む魚型の屍愚魔ラゴス系の第一形態。ミド・ラゴスに進化する。
ミド・ラゴス
地底湖に潜む半漁人。水面から飛び出してきて段上に上がり、キャラクターに向かってくる。
アル・ドラゴ
市街地ステージに現れるトカゲ型屍愚魔の第一形態。
ダフ・ドラゴ
ドラゴ系の第二形態。一回り大きくなる。ルメギド・ゼールと異なり、どの位置からでもキャラクターのいる座標に向かって弾を放ってくる。
ゲルド・ドラゴ
ドラゴ系の最終形態。背の翼で飛行し弾を放ってくる。
ドロド・コーガ
溶岩地帯のマグマに潜む怪物。マグマに潜んで左右に移動し、飛び出してくる。
ゼブ・シグマ
細胞が寄り集まったような形をした屍愚魔。破壊すると同時に破片が飛散し、触れるとミスとなる。
グラ・シグマ
くらげのような外観の屍愚魔。フィールド上を漂いながら接近してくる。
ビビ・シグマ
細かい細胞が蛇のように連なった屍愚魔。フィールドの特定地点に張り付き、体を伸ばしてくる。
ウゾウ・ムゾウ
編隊を組んで飛来する小型飛行敵。ステージによって外観が異なる。
ダフ君
第1面と第2面に集団で現れるゾンビ。変身中に倒すと稀に他の敵に変化する。
モーム
タマゴから出現する毛虫。出現後に放置しておくとメゾ・ゼールに進化する。

### ステージボス
第三面まではボス本体の撃破の他、ボスが巣食っている背後の壁を破壊することでもクリア可能。
ゼール・ゼブブ
第一面のボス。破壊された街のビルに巣食ったゼール系屍愚魔の親玉。
ビルの窓から飛び出してきて突進してくる。10匹倒すとクリアできる。
ドラ・ゴーン
第二面のボス。ビルに巣食った龍の姿をした屍愚魔。長い首を伸ばして攻撃してくる。
ゴルゴ・メカベ
第三面のボス。岩壁に巣食ったゴルゴ系屍愚魔の親玉。岩から剥き出した巨大な眼球を持ち、目玉を放り投げて攻撃してくる。
目玉は時折サイコボールかフル・ポイントに変化することがある。
ラゴス・アゴン
第四面のボス。ラゴス系屍愚魔の親玉である巨大な魚型屍愚魔。
水面から上空に向かって拡散する弾を放ち、飛び跳ねながらの体当たりを繰り返す。
全部で3体現れ、その内の2匹は通常敵として登場し面下部の水面から弾を放つ攻撃のみを行ってくる。
マ・グローン
第五面のボス。岩で出来た巨大な屍愚魔。
壁に張り付いている巨大な青い顔を守るようにして縦横無尽に画面内を移動し、首を伸ばして攻撃してくる。
シグ・ド・ダビデ
最終ボス。全ての屍愚魔族の創造主。胴体から突き出した長い首を自在に伸ばし、更に足元から弾を放ってくる。
他のボスと異なって体力がケタ違いな上、2本の首によって弱点の胸部に攻撃が届き難い。

## サウンドトラック
清水香織のシングルとしてCD版とカセットテープ版が一般販売された。
作詞・作曲は川崎英吉（SNK会長）の名義となっているが、実際の作曲者はSNK初期の作品のサウンドを担当したKENNY（西田和弘）。
- A面：サイコソルジャー

作詞・作曲：川崎英吉、編曲：馬飼野康二
- B面：傷だらけのブルームーン（サイコ・ソルジャー・エンディング・テーマ）

作詞・作曲：川崎英吉、編曲：馬飼野康二

## 移植
SNKアーケードクラシックスゼロ（PlayStation Portable）（2011年4月21日）
国内では初となる家庭用完全移植。清水香織の歌声も完全再現されている。
ただし、アドホック通信には対応していないため2人同時プレイは行えず、完全な1人用になっている。
SNK 40th ANNIVERSARY COLLECTION（Nintendo Switch、PlayStation 4、XBOX One、Steam）
Switch版が2018年11月13日、PS4版が2019年3月19日、XBOX One版が2019年5月3日、Steam版が2019年6月7日に発売。
Steam版以外は国内未発売だが日本語に完全対応している。
Switch版のみアップデート、無料追加コンテンツ購入(海外アカウントが必要)でソフトが増える。他機種は初めから収録済み。
アテナやサイコソルジャー以外にも全25タイトルの国内外のバージョンとファミコン版、NES版も収録されている。
XBOX One版のみ他機種にも収録されていないベースボールスターが収録されている。
サイコソルジャー（PlayStation 4、Nintendo Switch）（2019年4月25日）
アーケードアーカイブスの1作品として配信。
PSYCHO SOLDIER（パソコン版 ※日本未発売）
海外製ホビーパソコン向けの移植。アムストラッドCPC、コモドール64、ZXスペクトラムの3機種にリリースされた。

## その他
- ファミリーコンピュータ版の『アテナ』には、サイコソルジャーの挿入歌やアーケード版のサウンドを収録したカセットテープが付属していた。
- 1987年に『サイコソルジャー』のファミコン移植が計画され、『ファミリーコンピュータMagazine』などの各ゲーム雑誌に開発が告知されていたが、中止になった。

## 関連作品

### ゲーム
『ゴッド・スレイヤー はるか天空のソナタ』（1990年）
椎拳崇と共に作中の登場人物としてゲスト出演した。
『ATHENA -Awakening From the Ordinary Life-』（1999年）
PlayStationで発売されたアドベンチャーゲーム作品。
サイコソルジャーでのキャラクター設定をベースとしつつ、ゲーム版とは全く異なるオリジナルストーリーで展開する。麻宮アテナと椎拳崇が登場する。ゲームアーカイブスでも配信中。
『Days of Memories 〜世界で一番熱い冬〜』（2009年）
携帯電話アプリゲームで展開する『Days of Memories』シリーズ。メインヒロインとして登場する。

### テレビドラマ
1998年にテレビ東京系列にて石橋けいが麻宮アテナ役を演じたドラマ『ATHENA -アテナ-』が放映された。